# Сергієвський сільський округ
Сергі́євський сільський округ (каз. Сергеевка ауылдық округі, рос. Сергеевский сельский округ) — адміністративна одиниця у складі Атбасарського району Акмолинської області Казахстану. Адміністративний центр — село Сергієвка.
Населення — 1154 особи (2021; 1711 у 2009, 3132 у 1999, 3560 у 1989).
Станом на 1989 рік існувала Сергієвська сільська рада (села Єректи, Самарка, Сергієвка), село Ащиколь перебувало у складі Садової сільської ради. 2000 року було ліквідовано село Єректи.

## Склад
До складу округу входять такі населені пункти:
| Населений пункт | Колишні назви | Населення, осіб (1989) | Населення, осіб (1999) | Населення, осіб (2009) | Населення, осіб (2021) |
| --------------- | ------------- | ---------------------- | ---------------------- | ---------------------- | ---------------------- |
| Ащиколь, село   | -             | 461                    | 360                    | 123                    | 63                     |
| Єректи, село    | -             | 10                     | 0                      | -                      | -                      |
| Самарка, село   | -             | 1027                   | 875                    | 430                    | 281                    |
| Сергієвка, село | -             | 2062                   | 1897                   | 1158                   | 810                    |